# (4681) Ермак
(4681) Ермак (лат. Ermak) — типичный астероид главного пояса, открыт 8 октября 1969 года советским астрономом Людмилой Черных в Крымской астрофизической обсерватории и 26 февраля 1994 года назван в честь атамана Ермака Тимофеевича.

## Обнаружение и именование
(4681) Ермак
Открыт 8 октября 1969 года в Научном Л. И. Черных.
Назван в честь героя русского фольклора и казачьего атамана Ермака Тимофеевича (?—1585), возглавившего кампанию по присоединению Сибири к России.
Оригинальный текст (англ.)4681 Ermak
Discovered 1969-10-08 by Chernykh, L. I. at Nauchnyj.
Named for Ermak Timofeevich (?—1585), hero of Russian folklore and the Cossack chieftain who led the campaign to join Siberia to Russia.
Источники: DISCOVERY.DB; M.P.C. 23136.

## Физические характеристики
Астероид относится к таксономическому классу K.
По результатам наблюдений в видимом и ближнем инфракрасном диапазоне космического телескопа NEOWISE и наблюдений в инфракрасном диапазоне спутника Akari диаметр астероида оценивался равным 12,189±0,280 км и 15,80±1,01 км. Согласно тем же источникам альбедо оценивается как 0,2265±0,0286, 0,135±0,018 и 0,227±0,029.